# 戈壁舟
戈壁舟（1916年—1986年），原名廖信泉，曾用名廖耐难，笔名王众等，男，四川成都人，中国诗人，曾任西安市文学艺术界联合会主席。